# Duratón
Il Duratón (río Duratón in spagnolo) è un fiume del centro della Spagna, affluente del Duero, che scorre nelle province di Madrid, Segovia e Valladolid.
Ha una lunghezza totale di 106 km e il suo bacino è di 1.487 km².

## Geografía

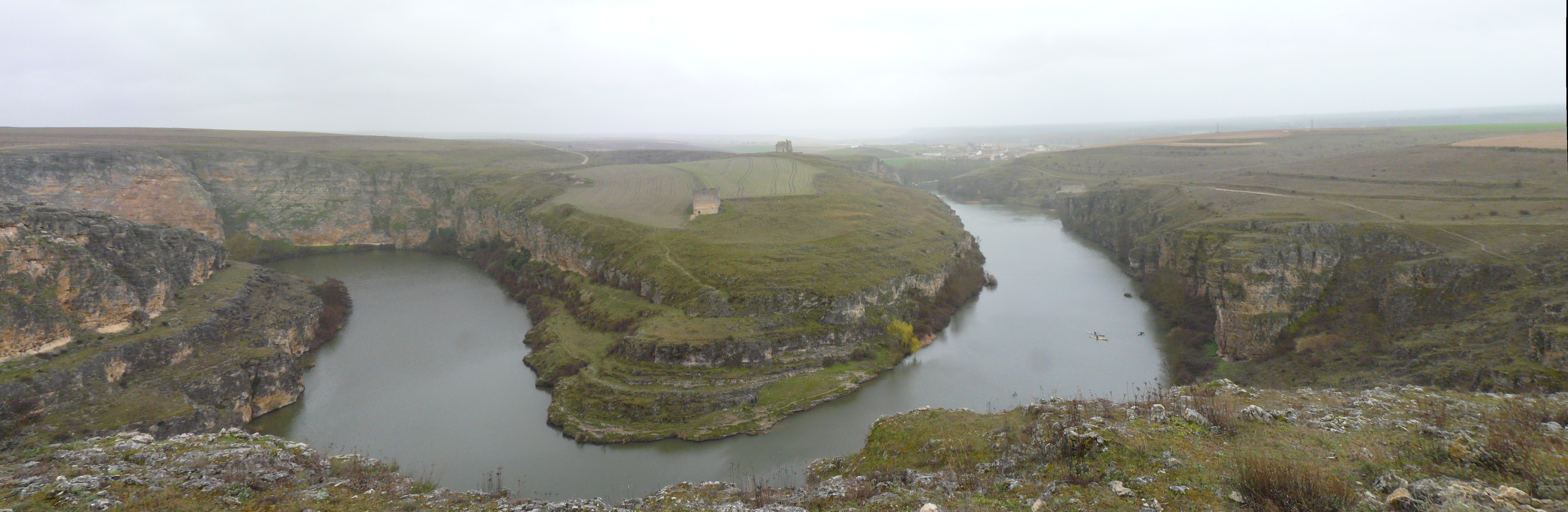
Meandro del Duratón presso San Miguel de Bernuy.

### Corso
Il Duratón nasce nel territorio del comune di Somosierra, a partire dalla confluenza della catena de las Pedrizas con quella de la Peña, alle falde della punta Cebollera. Lascia Madrid quasi all'inizio ed entra nella provincia di Segovia, dove passa per l'omonimo comune e passa intorno a Sepúlveda per poi ristagnare a Burgomillodo e passare quindi per San Miguel de Bernuy. Ristagna nuovamente nelle Vencias; bagna poi Fuentidueña e, giunto a Peñafiel, nella provincia de Valladolid, sfocia nel Duero.

### Affluenti
- Hoz
- Serrano,
- RCaslilla
- San Juan.

Molto noto è il Parco naturale delle gole del Duratón.
La sua importanza è dovuta al fatto di essere un affluente del Duero che vi sfocia a Peñafiel, entrando così a far parte della Ribera del Duero.
Su uno dei meandri che formano le gole del fiume, in pieno Parco naturale, si trova la cappella dedicata a San Frutto, il punto del parco più visitato. La sua posizione, a picco sulla valle, consente di apprezzare bene il canyon formato dal fiume e il ristagno che si forma con l'invaso del vicino sbarramento di Burgomillodo.
Il fiume Duratón passa per la località di Rábano, a nove chilometri dallo sfocio nel Duero a Peñafiel. Qui è oggetto di una riserva di pesca molto apprezzata per la presenza della trota arcobaleno e del signal crayfish.